# Alba International Film Festival
Nato nel 2001 con il nome di Infinity Festival, la manifestazione ha per scopo quello "di creare un luogo di confronto e indagine, teso a rivelare, attraverso e nel linguaggio cinematografico, la dimensione  della ricerca esistenziale dell'uomo contemporaneo".

## Storia
La rassegna fondata e diretta fino al 2006 da Luciano Barisone intende promuovere il cinema “che testimonia del mistero del mondo e dei modi attraverso cui l'essere umano cerca il suo posto tra le cose del reale”. 
Dal novembre 2007 la direzione artistica del Festival è stata affidata alla Scuola Holden di Torino sotto la direzione di Bruno Fornara, con l'obbiettivo di  modificare in parte la struttura senza rinunciare alla missione iniziale della manifestazione.
Tra gli ospiti degli ultimi anni figurano il regista statunitense Sydney Pollack, cui il festival ha dedicato una retrospettiva nel 2007 in collaborazione con il Museo Nazionale del Cinema, e il regista premio Oscar Paul Haggis, a cui è stata affidata la sezione Carta Bianca del festival nel 2008.
Dal 2007 fanno parte del comitato artistico del Festival Bruno Fornara, Gino Ventriglia e Giorgio Vasta.

## Sezioni
Accanto ad una rassegna di film in concorso dedicata ad opere di registi esordienti, sono nate altre sezioni:
- eXistenZe, una rassegna di film di epoca diversa legate tra loro da un unico tema e commentate da filosofi, registi, scrittori, scienziati;
- Fictionscape, un momento di incontro tra professionisti della televisione per discutere di come si stia evolvendo e verso quali direzioni si muova il mezzo televisivo;
- Carta Bianca, una rassegna di film scelti e selezionati di anno in anno da un regista di fama internazionale ospite della manifestazione.